# Cyphon variabilis
Cyphon variabilis är en skalbaggsart som först beskrevs av Carl Peter Thunberg.  Cyphon variabilis ingår i släktet Cyphon och familjen mjukbaggar. Arten är reproducerande i Sverige. Inga underarter finns listade i Catalogue of Life.

## Bildgalleri

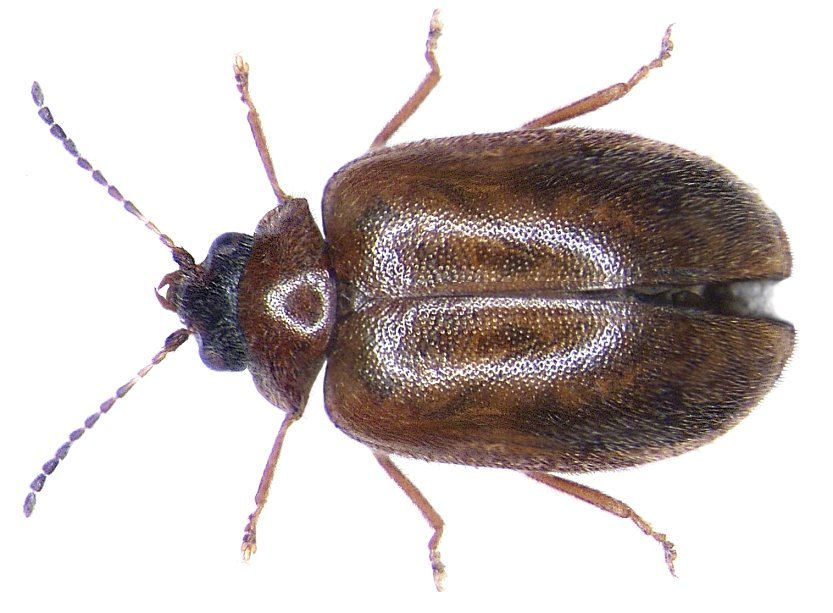
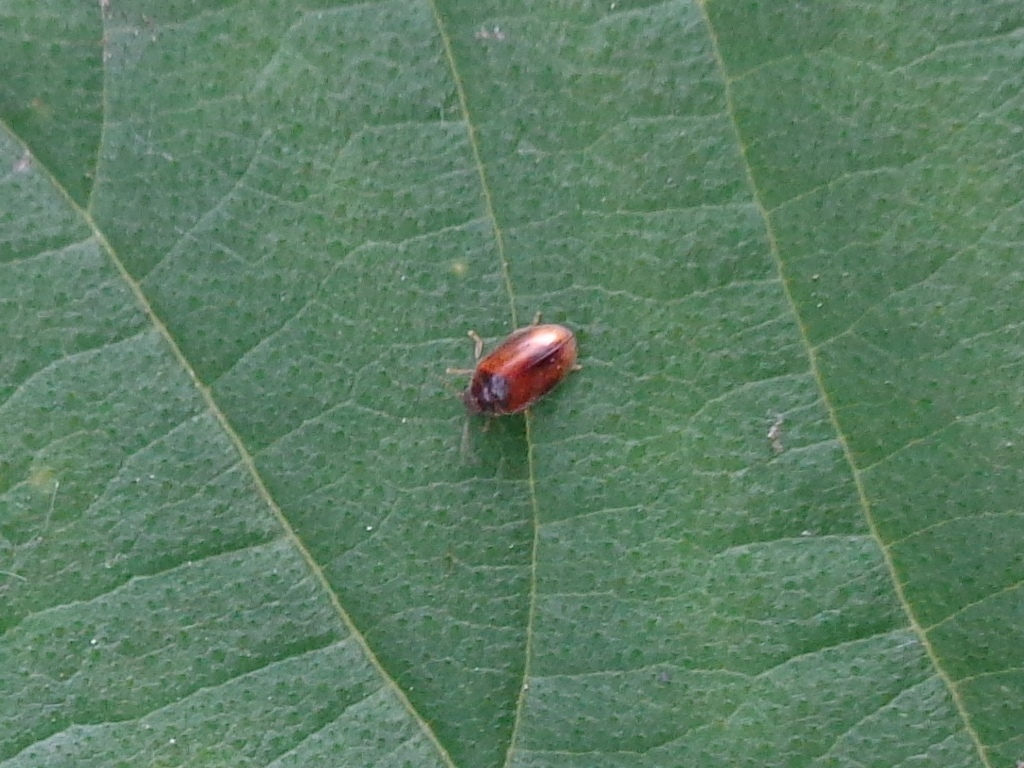